# Una di troppo
Una di troppo è un film del 1982, diretto da Pino Tosini, tratto dal romanzo La zona d'ombra di Leros Pittoni e rieditato col titolo Una donna dietro la porta.

## Trama
Andréa, bellissima trentenne di Zurigo, si reca a Orvieto, dove ha ereditato una villa. Insieme al notaio Sergio si reca a visitare l'immobile. Per una distrazione, i due restano chiusi all'interno; dopo il comprensibile malumore iniziale, i due cercano di adattarsi alla meglio, in attesa d'essere liberati da qualcuno. Creata un'atmosfera intima con tanto di musica, Andréa e Sergio si lasciano andare a reciproche confidenze: lui, pur sposato, è da qualche tempo impotente, mentre lei detesta il marito e forse tutti gli uomini. Una volta liberi, i due si lasciano, ma le circostanze riportano entrambi nella villa, dove hanno il loro primo rapporto amoroso. Sergio è felice per la ritrovata virilità e pensa subito alla moglie; Andréa, che si sta innamorando dell'uomo, capisce d'essere stata soltanto uno strumento. Accade però che la porta si chiuda nuovamente.